# Космиринська сільська рада
Косми́ринська сільська́ ра́да — адміністративно-територіальна одиниця та орган місцевого самоврядування в Бучацькому районі Тернопільської області. Адміністративний центр — село Космирин.

## Загальні відомості
Космиринська сільська рада утворена 30 грудня 1992 року.
- Територія ради: 11,33 км²
- Населення ради: 1 180 осіб (станом на 2001 рік)
- Територією ради протікає річка Дністер

## Населені пункти
Сільській раді були підпорядковані населені пункти:
- с. Космирин
- с. Набережне

## Склад ради
Рада складалася з 16 депутатів та голови.
- Голова ради:
- Секретар ради: Федишин Надія Василівна

### Керівний склад попередніх скликань
| Прізвище, ім'я, по батькові | Основні відомості                                    | Дата обрання | Дата звільнення |
| --------------------------- | ---------------------------------------------------- | ------------ | --------------- |
| Боєчко Володимир Васильович | Сільський голова, 1969 року народження, безпартійний | 26.03.2006   | 31.10.2010      |

Примітка: таблиця складена за даними сайту Верховної Ради України

### Депутати
За результатами місцевих виборів 2010 року депутатами ради стали:

#### За суб'єктами висування
| Суб'єкт висування | Кількість обраних депутатів | %   |
| ----------------- | --------------------------- | --- |
| Самовисування     | 16                          | 100 |

#### За округами
| № округу | Прізвище, ім'я, по батькові    | Дата визнання обраним | Освіта             | Партійна приналежність                        | Відомості про обраного депутата |
| -------- | ------------------------------ | --------------------- | ------------------ | --------------------------------------------- | ------------------------------- |
| 1        | Пронюк Світлана Йосипівна      | 04.11.2010            | вища               | позапартійна                                  | с/р, бухгалтер                  |
| 2        | Савіцька Галина Іванівна       | 04.11.2010            | незакінчена вища   | член Всеукраїнського об'єднання «Батьківщина» | Інститут, студент               |
| 3        | Данилюк Володимир Романович    | 04.11.2010            | незакінчена вища   | позапартійний                                 | магазин, підприємець            |
| 4        | Цимбалюк Михайло Іванович      | 04.11.2010            | середня            | позапартійний                                 |                                 |
| 5        | Пілецький Володимир Михайлович | 04.11.2010            | вища               | позапартійний                                 |                                 |
| 6        | Остапа Віталій Михайлович      | 04.11.2010            | незакінчена вища   | позапартійний                                 | Інститут, студент               |
| 7        | Дем'янчук Тарас Володимирович  | 04.11.2010            | незакінчена вища   | позапартійний                                 | Інститут, студент               |
| 8        | Бородиць Віталій Йосипович     | 04.11.2010            | середня спеціальна | позапартійний                                 |                                 |
| 9        | Кривулич Ольга Іванівна        | 04.11.2010            | середня спеціальна | позапартійна                                  | ТзОВ Карпати, бухгалтер         |
| 10       | Бородиць Іван Йосипович        | 04.11.2010            | вища               | позапартійний                                 |                                 |
| 11       | Сіянчук Михайло Петрович       | 04.11.2010            | вища               | позапартійний                                 |                                 |
| 12       | Бубнів Василь Михайлович       | 04.11.2010            | середня            | позапартійний                                 |                                 |
| 13       | Гуцуляк Василь Васильович      | 04.11.2010            | вища               | позапартійний                                 |                                 |
| 14       | Ціник Михайло Васильович       | 04.11.2010            | середня            | позапартійний                                 | пенсіонер                       |
| 15       | Дем'янчук Андрій Михайлович    | 04.11.2010            | середня            | позапартійний                                 |                                 |
| 16       | Федишин Надія Василівна        | 04.11.2010            | середня спеціальна | позапартійна                                  | с/р Стінка, землевпорядник      |